# Sharife Cooper
Sharife Omar Cooper (Newark, Nueva Jersey; 11 de junio de 2001) es un jugador de baloncesto estadounidense que pertenece a la plantilla del JDA Dijon de la LNB Pro A francesa. Con 1,83 metros de estatura, juega en la posición de base.

## Trayectoria deportiva

### Universidad
Tras haber disputado en su etapa de instituto el prestigioso McDonald's All-American Game, jugó una temporada con los Tigers de la Universidad de Auburn, en la que promedió 20,2 puntos, 8,1 asistencias, 4,3 rebotes, y 1,0 robos de balón por partido. Se perdió los primeros 12 partidos de la temporada de primer año debido a una investigación de la NCAA sobre su elegibilidad. Durante ese tiempo, exploró opciones profesionales. El 9 de enero de 2021, hizo su debut en Auburn, registrando 26 puntos, nueve asistencias y cuatro rebotes en la derrota 94-90 ante Alabama. Acabó siendo elegido en el mejor quinteto freshman de la Southeastern Conference.
El 2 de abril de 2021, Cooper se declaró elegible para el draft de la NBA, renunciando a su elegibilidad universitaria restante.

#### Estadísticas
| Año     | Equipo | PJ | PT | MPP  | %TC  | %3P  | %TL  | RPP | APP | ROB | TPP | PPP  |
| ------- | ------ | -- | -- | ---- | ---- | ---- | ---- | --- | --- | --- | --- | ---- |
| 2020–21 | Auburn | 12 | 12 | 33.1 | .391 | .228 | .825 | 4.3 | 8.1 | 1.0 | .3  | 20.2 |

### Profesional
Fue elegido en la cuadragésimo octava posición del Draft de la NBA de 2021 por los Atlanta Hawks, equipo con el que firmó un contrato dual el 5 de agosto que le permite jugar también en el filial de la G League, los College Park Skyhawks.
Disputó con los Hawks la NBA Summer League de 2022, renovando su contrato dual el 22 de julio, pero fue cortado tres días después.
El 20 de septiembre de 2022 firma con Cleveland Cavaliers, pero es cortado el 15 de octubre, sin llegar a debutar. El 24 de octubre de se unió a la pretemporada de los Cleveland Charge de la G League.
En julio de 2023 se une a los Cleveland Cavaliers para disputar la NBA Summer League, firmando el 13 de septiembre. Pero es cortado el 21 de octubre y vuelve con los Charge.
El 26 de febrero de 2024, firma por 10 días con Cleveland Cavaliers, pero no llega a debutar con el primer equipo y regresa a los Charge.
El 1 de abril de 2024, Cooper firmó con los Liaoning Flying Leopards de la Chinese Basketball Association (CBA). Ayudó a los Flying Leopards a ganar el campeonato CBA de 2024, registrando 22 puntos, 9 asistencias y 6 rebotes saliendo desde el banquillo, en la victoria en el cuarto partido que aseguró el título sobre los Xinjiang Flying Tigers.
El 28 de septiembre de 2024 firmó con el Yukatel Merkezefendi Belediyesi de la Basketbol Süper Ligi turca. Tras un efímero paso por el club turco, el 21 de noviembre fichó por el Aris BC de la A1 Ethniki griega hasta final de temporada.
El 9 de abril de 2025 firmó con el JDA Dijon de la LNB Pro A francesa.

## Estadísticas de su carrera en la NBA

### Temporada regular
| Año     | Equipo  | PJ | PT | MPP | %TC  | %3P  | %TL | RPP | APP | ROB | TPP | PPP |
| ------- | ------- | -- | -- | --- | ---- | ---- | --- | --- | --- | --- | --- | --- |
| 2021-22 | Atlanta | 13 | 0  | 3.0 | .214 | .167 | –   | .4  | .4  | .0  | .0  | .5  |
| Total   | Total   | 13 | 0  | 3.0 | .214 | .167 | –   | .4  | .4  | .0  | .0  | .5  |